# Wapen van Assen

Wapen van Assen

Het wapen van de Nederlandse gemeente Assen werd op 19 september 1821 vastgesteld door de Hoge Raad van Adel.
Het gemeentewapen van Assen is gebaseerd op het zegel van de Landschap Drenthe. De herkomst van het zegel hing samen met het klooster Maria in Campis, dat rond 1259 in Assen werd gevestigd.

## Beschrijving
De beschrijving van het wapen luidt als volgt:
Van lazuur, beladen met een gekroond Maria beeld in het wit gekleed, zittende tusschen twee gouden zuilen, met een naakt kind, welks hoofd met stralen omringd is, op de rechterknie. Het schild gedekt met een kroon van goud en ter wederzijde vastgehouden door een klimmenden leeuw in natuurlijke kleur, het geheel staande op een grasgrond.
Op het blauwe wapen staat in wit een gekroond Mariabeeld, met op haar rechterknie het christuskind, waarvan het hoofd is omringd met een stralenkrans. Zij zitten tussen twee gouden zuilen. Schildhouders zijn twee klimmende leeuwen.
In 1959 werd de vlag van Assen vastgesteld, de blauw-witte kleuren hiervan zijn gebaseerd op het gemeentewapen.
Aa en Hunze · Assen · Borger-Odoorn · Coevorden · De Wolden · Emmen · Hoogeveen · Meppel · Midden-Drenthe · Noordenveld · Tynaarlo · Westerveld